# Maeda Naoki (cầu thủ bóng đá, sinh 1996)
Naoki Maeda (前田 尚輝 Maeda Naoki, sinh ngày 11 tháng 6 năm 1996) là một cầu thủ bóng đá người Nhật Bản. Anh thi đấu cho Fukushima United FC.

## Sự nghiệp thi đấu
Naoki Maeda gia nhập Shonan Bellmare năm 2013. Năm 2015, anh chuyển đến Fukushima United FC.

## Thống kê câu lạc bộ
Cập nhật đến ngày 23 tháng 2 năm 2017.
| Thành tích câu lạc bộ | Thành tích câu lạc bộ | Thành tích câu lạc bộ | Giải vô địch | Giải vô địch | Cúp                   | Cúp                   | Cúp Liên đoàn | Cúp Liên đoàn | Tổng cộng | Tổng cộng |
| Mùa giải              | Câu lạc bộ            | Giải vô địch          | Số trận      | Bàn thắng    | Số trận               | Bàn thắng             | Số trận       | Bàn thắng     | Số trận   | Bàn thắng |
| Nhật Bản              | Nhật Bản              | Nhật Bản              | Giải vô địch | Giải vô địch | Cúp Hoàng đế Nhật Bản | Cúp Hoàng đế Nhật Bản | J. League Cup | J. League Cup | Tổng cộng | Tổng cộng |
| --------------------- | --------------------- | --------------------- | ------------ | ------------ | --------------------- | --------------------- | ------------- | ------------- | --------- | --------- |
| 2013                  | Shonan Bellmare       | J1 League             | 0            | 0            | 1                     | 0                     | 0             | 0             | 1         | 0         |
| 2014                  | Shonan Bellmare       | J2 League             | 0            | 0            | 1                     | 0                     | –             | –             | 1         | 0         |
| 2015                  | Fukushima United FC   | J3 League             | 3            | 1            | 0                     | 0                     | –             | –             | 3         | 1         |
| 2016                  | Fukushima United FC   | J3 League             | 24           | 1            | 2                     | 1                     | –             | –             | 26        | 2         |
| Tổng                  | Tổng                  | Tổng                  | 27           | 2            | 4                     | 1                     | 0             | 0             | 31        | 3         |